# Чень Таньцю
Чень Таньцю (кит. спр. 陈潭秋, піньїнь: Chén Tánqiū; 4 січня 1896 - 27 вересня 1943) — китайський громадський і партійний діяч. Був одним із засновників Комуністичної партії Китаю (КПК).

## Життєпис
Народився 4 січня 1896 у повіті Хуанган. Закінчив Вищу нормальну школу Уханя (нині відома як університет Ухань). Грав керівну роль у Руху 4 травня 1919. Разом із Дун Біу у 1920 заснував групу комуністів Уханя.
У 1921 він та Дун Біу взяли участь у конференції китайських комуністів, на якій було ухвалено рішення про заснування Комуністичної партії Китаю. Ця подія увійшла в історію як Національний конгрес Комуністичної партії Китаю.
Після партійного з'їзду Чень продовжив обіймати посаду керівника місцевого відділення КПК. У лютому 1923 був одним з організаторів загального страйку залізничників, у якому взяли участь представники робітничого руху по всій країні.
У 1935-1939 був делегатом КПК у Комінтерні, у цей же період прослухав курс у Міжнародній ленінській школі у Москві. Крім цього був делегатом в III, V, VI з'їздах КПК, а також був запрошений до участі у VII з'їзді, але 27 вересня 1943 страчений за наказом генерал-губернатора Синцзяна Шен Шицая, про що партійне керівництво звісток не мало.